# 리처드 스몰리
리처드 에레트 스몰리(영어: Richard Errett Smalley, 1943년 6월 6일 ~ 2005년 10월 28일)는 미국의 화학자이다. 1996년에 풀러렌을 발견한 공로로 로버트 컬, 해럴드 크로토와 함께 노벨 화학상을 수상했다.

## 수상 경력
- 1991년 : 어빙 랭뮤어상
- 1991년 : 어니스트 올랜도 로렌스상
- 1996년 : 노벨 화학상

## 회원
- 1987년 : 미국 물리학회 회원
- 2003년 : 미국 과학진흥회 회원

## 저서
- Smalley, R.E. "Supersonic bare metal cluster beams. Final report", Rice University, United States Department of Energy—Office of Energy Research, (Oct. 14, 1997).
- Smalley, R.E. "Supersonic Bare Metal Cluster Beams. Technical Progress Report, March 16, 1984 - April 1, 1985", Rice University, United States Department of Energy—Office of Basic Energy Sciences, (Jan. 1, 1985).